# Cleora thelia
Cleora thelia là một loài bướm đêm trong họ Geometridae.